# Iberg
Iberg este o arie protejată (sit de importanță comunitară — SCI) din Germania întinsă pe o suprafață de 70,29 ha, integral pe uscat.

## Localizare
Centrul sitului Iberg este situat la coordonatele 51°49′15″N 10°14′50″E / 51.8208°N 10.2472°E.

## Înființare
Situl Iberg a fost declarat sit de importanță comunitară în iunie 2000 pentru a proteja 4 specii de animale.

## Biodiversitate
Situată în ecoregiunea continentală, aria protejată conține 5 habitate naturale: Pante stâncoase calcaroase cu vegetație casmofită, Peșteri inaccesibile publicului, Păduri de fag Luzulo-Fagetum, Păduri de fag Asperulo-Fagetum, Păduri de fag din Europa Centrală dezvoltate pe sol calcaros cu Cephalanthero-Fagion.
La baza desemnării sitului se află mai multe specii protejate de  mamifere (4): liliac cârn (Barbastella barbastellus), liliac cu urechi mari (Myotis bechsteinii), liliac de iaz (Myotis dasycneme), liliac comun (Myotis myotis).
Pe lângă speciile protejate, pe teritoriul sitului au mai fost identificate 1 specie de plante.